# Hans Karl Busch
Hans Karl Busch (* 1943 in Nürnberg) ist ein deutscher Bildhauer. Er wurde vor allem durch seine kinetischen Skulpturen, Brunnen und großen Objekte aus Metall bekannt.

## Leben
Hans Karl Busch arbeitete zwei Jahre als Maschinenschlosser in Kanada, bevor er Maschinenbau (Dipl.-Ing. (FH)), Mathematik, Philosophie und Sinologie studierte. Seit 1975 ist er als freischaffender Künstler kontinuierlich in Ausstellungen vertreten.
Er war Mitglied der Künstlergruppe Der Kreis.

## Werk
Ein Hauptschwerpunkt in den Werken von Hans Karl Busch sind die Energien der Natur. Sein Interesse gilt den komplexen Zusammenhängen im Kosmos sowie deren Ästhetik. Es sind die Himmelsmechaniken die den Künstler immer wieder faszinieren. Mit seinen Objekten möchte er die Betrachter zur Auseinandersetzung mit der subtilen Balance von Kräften und Gegenkräften anregen. Das kinetische Werk, so sein Anspruch, soll den Betrachter auch dazu inspirieren, sich mit den physikalischen Phänomenen, die ihm auf Schritt und Tritt begegnen, intensiver zu beschäftigen. 
Die Himmelsmechaniken sind Objekte, die als Freiplastiken konzipiert sind. Sie werden vom Wind bewegt. Das Neue an den Objekten von Busch ist allerdings die Tatsache, dass sie sich selbst dann gleichmäßig drehen, wenn der Wind stärker wird. „Das liegt daran,“ erklärt der Künstler, „dass die gegensätzlichen Bewegungsrichtungen zueinander in einem bestimmten Verhältnis stehen. Wenn der Wind also stärker wird, so dreht sich auch das Rad stärker, das in die entgegengesetzte Richtung läuft. Es hebt durch diese Gegenbewegung die heftigere Drehung seines Pendants gewissermaßen auf. In der Summe ist also die resultierende Kraft immer gleich.“ Neben Gartenskulpturen schafft Hans Karl Busch auch sehr große kinetische Objekte, wie das "Chaotische Pendel" vor dem Gebäude der Barmer Ersatzkasse in Düsseldorf oder die Museumsinstallation "Newtons Tree" im Technischen Museum Glasgow, Schottland, das etwa 1000 m³ misst.

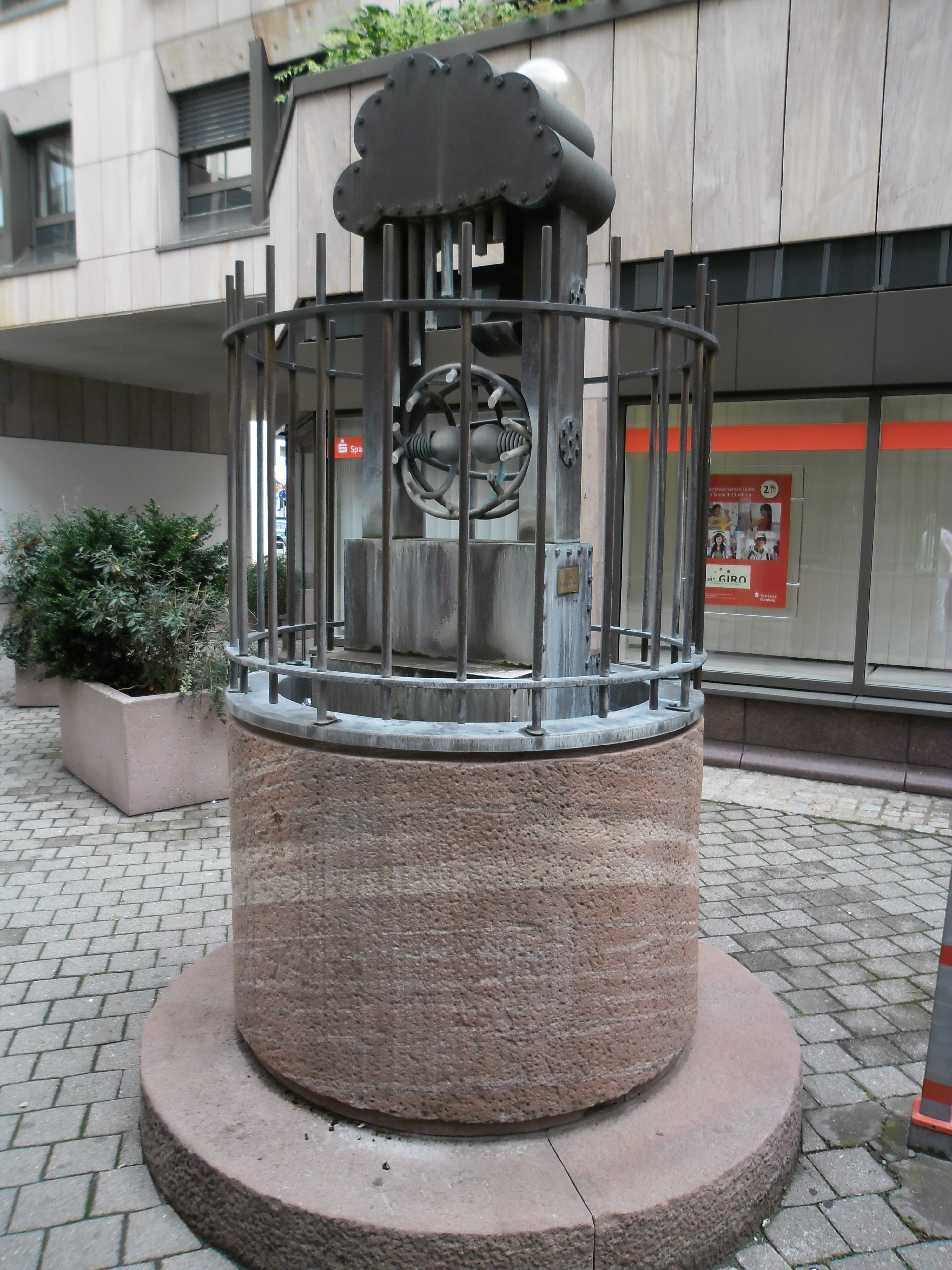
Das Regenbrünnlein im Weikertsgäßchen in Nürnberg
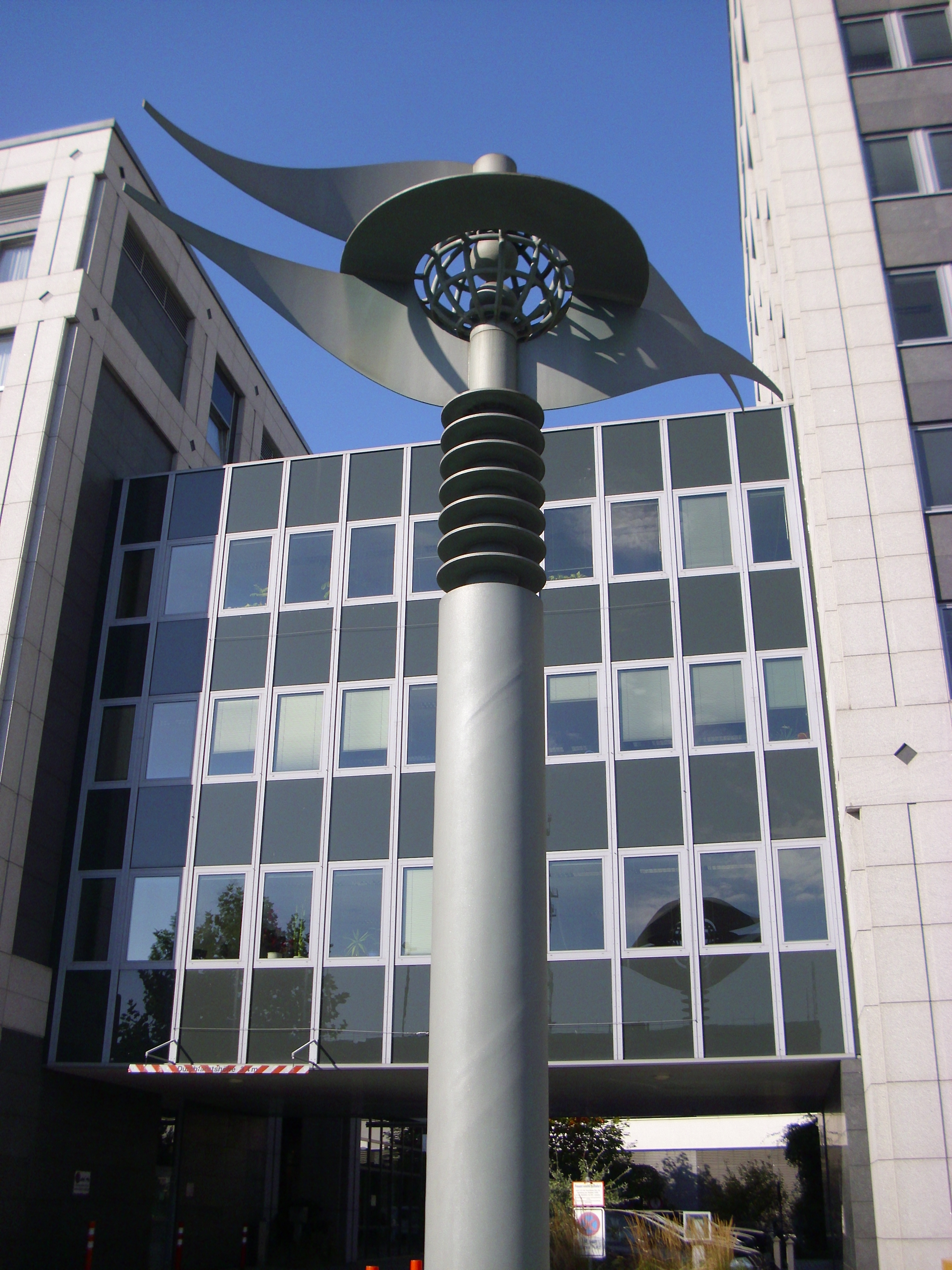
Gaußsches Zepter vor dem HDI-Hochhaus in der Dürrenhofstraße in Nürnberg
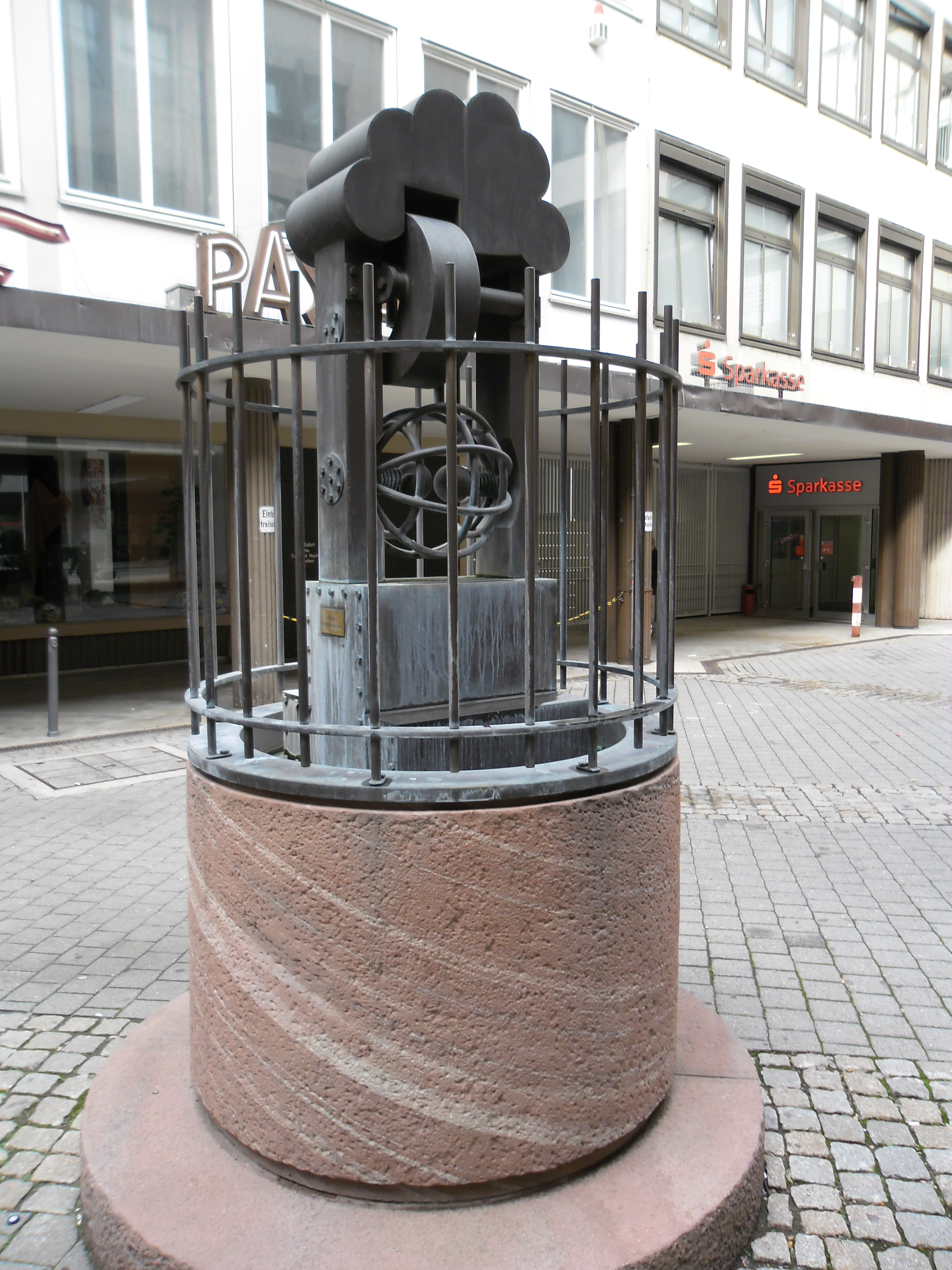
Der gleiche (in einem Innenhof zwischen Bankgebäuden gelegene) Brunnen wie auf dem ersten Bild in einer anderen Ansicht